# Chabahar-Konaraks flygplats
Chabahar-Konaraks flygplats, eller Konaraks flygplats (persiska: فرودگاه کنارک, Forudgah-e Konarak), är en flygplats i Iran. Den ligger i provinsen Sistan och Baluchistan, i den sydöstra delen av landet. Närmaste stad är Konarak, och i närheten ligger den större staden Chabahar. Flygplatsen ligger 13 meter över havet.